# Тина Каспари
Тина Каспари (на английски: Tina Caspary) е американска киноактриса, хореографка и танцьорка. Тя участва в популярния тийнейджърски романтичен филм Любовта не се купува (Can't Buy Me Love) заедно с Патрик Демпси от Анатомията на Грей и друга известна по онова време млада актриса – Аманда Питърсън.

## Кариера
Тина Каспари е първоначалният избор за ролята на Кели Бънди в ситкома Женени с деца. Тя участва и в оригиналния пилотен епизод на шоуто, който не е излъчван никога по телевизията. Този епизод може да бъде видян в YouTube, както и в българския vbox7. След заснемането на първия епизод на шоуто през декември 1986 г. продуцентите решават да намерят нови актьори за ролите на децата от семейство Бънди и избират Кристина Апългейт за ролята на Кели Бънди. По-късно в интервю Кристина разкрива, че тя и Тина всъщност са се познавали, тъй като са ходили заедно на уроци по танци.
Тина Каспари се появява в няколко филма и телевизионни шоута преди да навърши седемнадесет години. През 1986 г. играе в ТВ филма Бойна академия (Combat Academy), в който също участва и небезизвестният Джордж Клуни. През същата година тя участва и във филма Новини в 11 (News at Eleven), в който участва също и Мартин Шийн.
След филма Майка ми е върколак (My Mom's a Werewolf), който излиза през 1989 г., Тина се отдава на другата си страст – танците. Тя има своя танцова школа и собствена модна линия за танцувално облекло, наречена Katrina Activewear.
Тина участва в клипове на Ред Хот Чили Пепърс и на Рийба Макентайър.